# Афронандус Шелюжка
Афрона́ндус Шелю́жка (Afronandus sheljuzhkoi, англ. Fourspine leaffish) — єдиний представних монотипного роду афрона́ндус (лат. Afronandus) з родини поліцентрові (Polycentridae).

## Опис
Афронандуси мають видовжене тіло, велика голова вкрита лускою, має великі очі і великий кінцевий рот. Бічна лінія відсутня. Максимальна довжина 4,8 см.
Спинний плавець має 15-16 твердих променів і 9-10 м'яких, анальний — 4 твердих і 6-7 м'яких. Хвостовий плавець округлий.
Забарвлення сильно варіює залежно емоційного стану риб та інших чинників. Основний колір темно-коричневий із широкими жовтувато-білими поперечними смугами, зяброві кришки мають золотаве забарвлення, плавці бежево-чорні. При збудженні на тілі утворюється мармуровий малюнок.

## Поширення
Афронандус Шелюжка має дуже обмежений ареал проживання, зустрічається на півдні Кот-д'Івуару, де проживає в маленьких прісноводних річечках і ставках з повільною течією, замуленим дном і густою рослинністю.

## Назва
Вид отримав свою назву за прізвищем його першовідкривача українського ентомолога та акваріуміста Лева Шелюжка, який відловив його під час ловчої експедиції в Західну Африку.